# Blue Demon - El demonio azul
Blue Demon - El Demonio Azul es una película de terror mexicana de 1965 dirigida por Chano Urueta. Está protagonizada por Blue Demon, Jaime Fernández y Rosa María Vázquez.

## Trama
Primer protagónico de Blue Demon, en este filme que combina elementos de terror licantrópico con lucha libre mexicano. Dividido en tres episodios:
1) El Demonio Azul: Una pareja que, mientras se prodiga arrumacos en un bosque del amor, es atacada por un licántropo. El profesor Kruger (Mario Orea) advierte a un colega médico que el autor del doble crimen bien podría ser un tal Fernando Salgarolo, científico que logró por medios científicos hacer emerger la naturaleza animal de su organismo. Los académicos no se ponen de acuerdo, y Kruger sugiere la posibilidad de dar el caso a Blue Demon, "un hombre rodeado de misterio que en más de una ocasión ha resuelto enigmas impenetrables" Demon y Kruger inspeccionan el castillo donde se oculta el Hombre Lobo.
2) El aullido macabro: El joven Mauro Carral (Jaime Fernández), nieto de Salgarolo, inyecta a su secuaz luchador (Fernando Osés, además de intérprete, coautor del libro de la película) con la famosa droga. Esa noche Blue Demon debe batirse con este luchador quien de pronto se cubre de pilosidad y se convierte en hombre lobo. El deporte-espectáculo muta en pánico y el público huye, mientras que la policía fríe al monstruo a balazos.
3) La furia de la bestia: Mauro, ahora con el poder de transformarse sin necesidad de mediar la luna llena, flirtea con una atractiva mesera y, mutando en fiera, la termina liquidando.

## Reparto
- Alejandro Moreno como Blue Demon
- Jaime Fernández como Prof. Lauro Carral
- Rosa María Vázquez como Marina Gruber
- Mario Orea como Dr. Gruber
- Altia Michel como Camarera
- Fernando Osés como «El Sanguinario»
- Cesar Gay como Prof. Rafael
- Guillermo Hernández como Ursus («Lobo Negro»)
- Ivonne Govea como Mujer en bosque
- Víctor Jordán como Hombre en bosque
- Ray Mendoza como Luchador
- Henry Pilusso como Luchador
- Margarito Luna como Matías
- Carlos Suárez como Inspector
- Miguel Funes hijo como Hombre joven
- Nathanael León como Luchador
- Dick Medrano como Luchador
- Joe Carson como Luchador